# سیلتا
سیلتا (به لاتین: Silta) یک منطقهٔ مسکونی در روسیه است که در داغستان واقع شده‌است.